# Loïc Bigois
Loïc Bigois (ur. 19 września 1960 w Aix-en-Provence) – francuski aerodynamik w Formule 1.

## Życiorys
Loïc Bigois ukończył inżynierskie studia w Paryżu i Aix-en-Provence we Francji w ramach Conservatoire national des arts et métiers. Przeniósł się do Tuluzy, otrzymał posadę w przemyśle lotniczym. Był zatrudniony przez firmę Ligier w Formule 1 w 1990 roku. Pracował w Prost Grand Prix, po jego wycofaniu z Formuły 1 przeniósł się do Minardi, pracował tam do 2003 roku. Został zatrudniony przez firmę Williams jako szef do spraw aerodynamiki. Bigois pracował u boku Jörga Zandera, który zastąpił Gavina Fishera jako główny projektant we wrześniu 2005 roku. Zarówno Bigois i Zander pracował pod dowództwem dyrektora technicznego – Sama Michaela. 2 lipca 2007 roku dołączył do japońskiego zespołu Honda Racing F1. W 2009 roku pracował dla brytyjskiego zespołu – Brawn GP, który osiągnął mistrzostwo w klasyfikacji konstruktorów i kierowców, po czym Bigois otrzymał nagrodę Racecar Aerodynamicist of the Year Award. W 2012 roku dołączył do Scuderia Ferrari.

## Nagrody
| Rok  | Gala rozdania                         | Nagroda   | Kategoria           | Wynik   |
| ---- | ------------------------------------- | --------- | ------------------- | ------- |
| 2009 | Światowe Sympozjum Sportów Motorowych | Dino Toso | Aerodynamika bolidu | Wygrana |